# Кривоносовское сельское поселение
Кривоносовское сельское поселение — муниципальное образование в Россошанском районе Воронежской области России.
Административный центр — село Кривоносово.

## Административное деление
В состав поселения входят два населенных пункта:
- село Кривоносово
- хутор Крамаренков